# 摩都伯德禄
摩都伯德禄 (英语: Motu Patlu)，是印度的電視動畫。是由印度的動畫製作公司Maya Digital Studios所製作，並在加拿大的Nickelodeon播放。中国由CCTV-1播放。台灣由中華電視公司播放。香港版無線電視翡翠台以廣東話播出。

## 登場人物
摩都 (Motu)
配音／英：Saurav Chakraborty
伯德禄 (Patlu)
配音／英：Saurav Chakraborty
贾德卡 (Dr. Jhatka)
加斯塔拉姆 (Ghasita Ram)
采瓦拉 (Chaiwala)
萨布兹瓦里 (Sabziwali)
钦甘 (Chingum)
约恩 (John)
保塞尔 (Boxer)
保保古姆 (Bubblegum)

## 資料來源與外部連結
- 互联网电影数据库（IMDb）上《Motu Patlu》的资料（英文）